# Vasio (Borgo d’Anaunia)
Vasio (Nones Vás) ist eine Fraktion der italienischen Gemeinde Borgo d’Anaunia in der Provinz Trient, Region Trentino-Südtirol.

## Etymologie
Der Ort wurde erstmals 1233 als Vasso erwähnt. Der Ursprung des Namens ist umstritten. Nach Lexer leitet er sich wahrscheinlich aus dem mittelhochdeutschen wase ab, was in etwa Grasfläche bedeutet. Prati nimmt dagegen an, dass der Name sich aus dem lateinischen vasūm (dt. Vase, Gefäß) herleitet, da sich der Ort in einem Becken befindet. Beide Annahmen lassen sich nach Mastrelli Anzilotti durch ähnliche im Trentino vorkommende Flurnamen stützen. Das deutsche Exonym lautet Vasegg.

## Geographie
Vasio liegt im oberen Nonstal in Luftlinie etwa 53 Kilometer nördlich von Trient auf 823 m s.l.m. Die auf einer Terrasse entstandene Siedlung ist von Baumstücken mit Apfelbäumen umgeben. Sie befindet sich auf der orographisch linken Seite, des in einer bis zu 130 m tiefen canyonartigen Schlucht liegenden Rio Sass, der nordwestlich von Vasio in den Torrente Novella, einem linken Nebenfluss des Noce mündet.

## Geschichte
Die Siedlung Vasio entstand entlang einer alten Straßen, die die Ufer des Torrente Novella verband, wovon auch einige im Ort gefundene Münzen aus der römischen Kaiserzeit zeugen. Nach Vigilio Inama entstand die Siedlung, wie auch viele andere im oberen Nonstal, aus einem Einzelhof, um den sich im Laufe der Zeit andere Gehöfte reihten. Er vermutet, dass die Gegend bereits in vorrömischer Zeit besiedelt war.
In der ersten Hälfte des 13. Jahrhunderts wurde innerhalb von wenigen Jahren der Ort und 1237 das außerhalb des Ortes fertiggestellte Castel Vasio erstmals erwähnt. Zum Besitz der Herren von Vasio, die die Burg bewohnten und den bischöflichen Ministerialen zuzuordnen sind, gehörte auch das Dorf Vasio. 1248 ging die Lehensherrschaft von den Grafen von Eppan auf die Bischöfe von Trient über. Nachdem das ortsadlige Geschlecht noch vor 1446 erlosch, wechselte die Burg im 15. und 16. Jahrhundert mehrmals den Besitzer. 1561 gelangte sie in den Besitz der Arz, die sich fortan Arz von Vasegg nannten und in deren Besitz die Burg bis Ende des 19. Jahrhunderts verblieb.
Später bildete sich eine Dorfgemeinschaft mit einem eigenen Statut heraus, das in der Carta della regola seinen Niederschlag fand. Der Vorsteher der Regola, der regolano maggiore, wurde vom Burgherrn von Castel Vasio gestellt. Im Laufe des 16. Jahrhunderts kam es zwischen den Dorfgemeinschaften von Vasio und dem Nachbarort Fondo immer wieder zu Streitigkeiten um Grundbesitz, die durch den Schiedsspruch des Fürstbischofs von Trient Cristoforo Madruzzo 1542 beigelegt wurden. Dass es auch danach noch zu Grenzstreitigkeiten mit Fondo gekommen sein muss, zeigt ein mit 1793 datiertes Dokument, in dem die Grenze zwischen beiden Orten festgelegt wurde.
Nach dem Ende des napoleonischen Zwischenspiels und dem Anschluss an das Habsburgerreich gehörte die Gemeinde Vasio nach der oktroyierten Märzverfassung und der Bildung der Gerichtsbezirke seit 1849 dem Gerichtsbezirk Fondo und ab 1868 dem Bezirk Cles der Gefürsteten Grafschaft Tirol an. Ende des 19. Jahrhunderts zählte Vasio 17 Häuser und 130 Einwohner.
Im Zuge der faschistischen Gemeindereform wurde die Gemeinde Vasio 1928 aufgelöst und als Fraktion nach Fondo eingemeindet.
1986 wurde auch die im 18. Jahrhundert eingerichtete Pfarrkuratie Vasio, bis dahin war man seelsorgerisch von der Pfarre Sarnonico abhängig, aufgelöst und die Seelsorge der Pfarre Fondo unterstellt.

## Sehenswürdigkeiten
- Kirche San Valentino
- Castel Vasio unterhalb des Ortes, Stammsitz der Herren von Vasio.

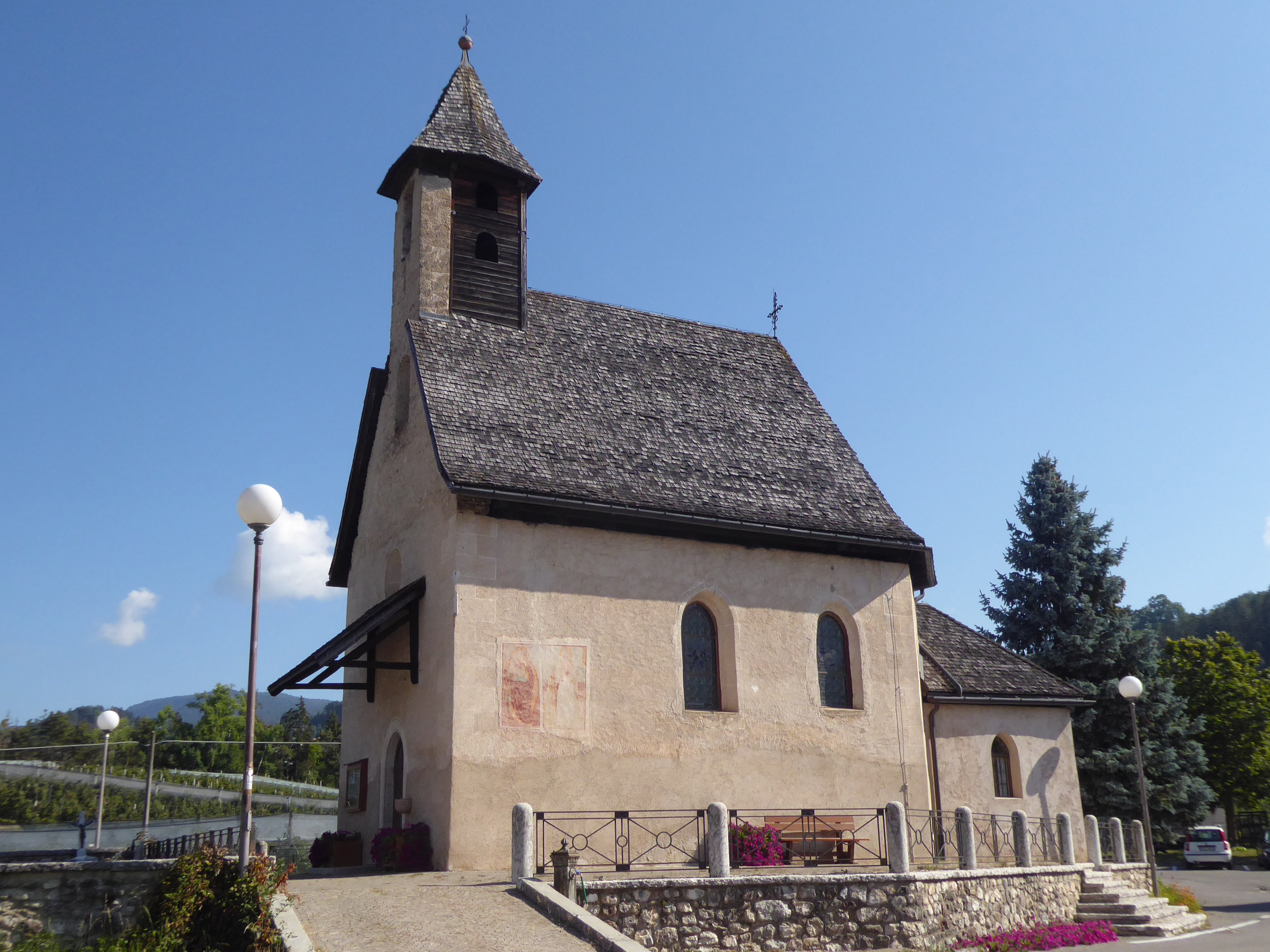
Kirche San Valentino
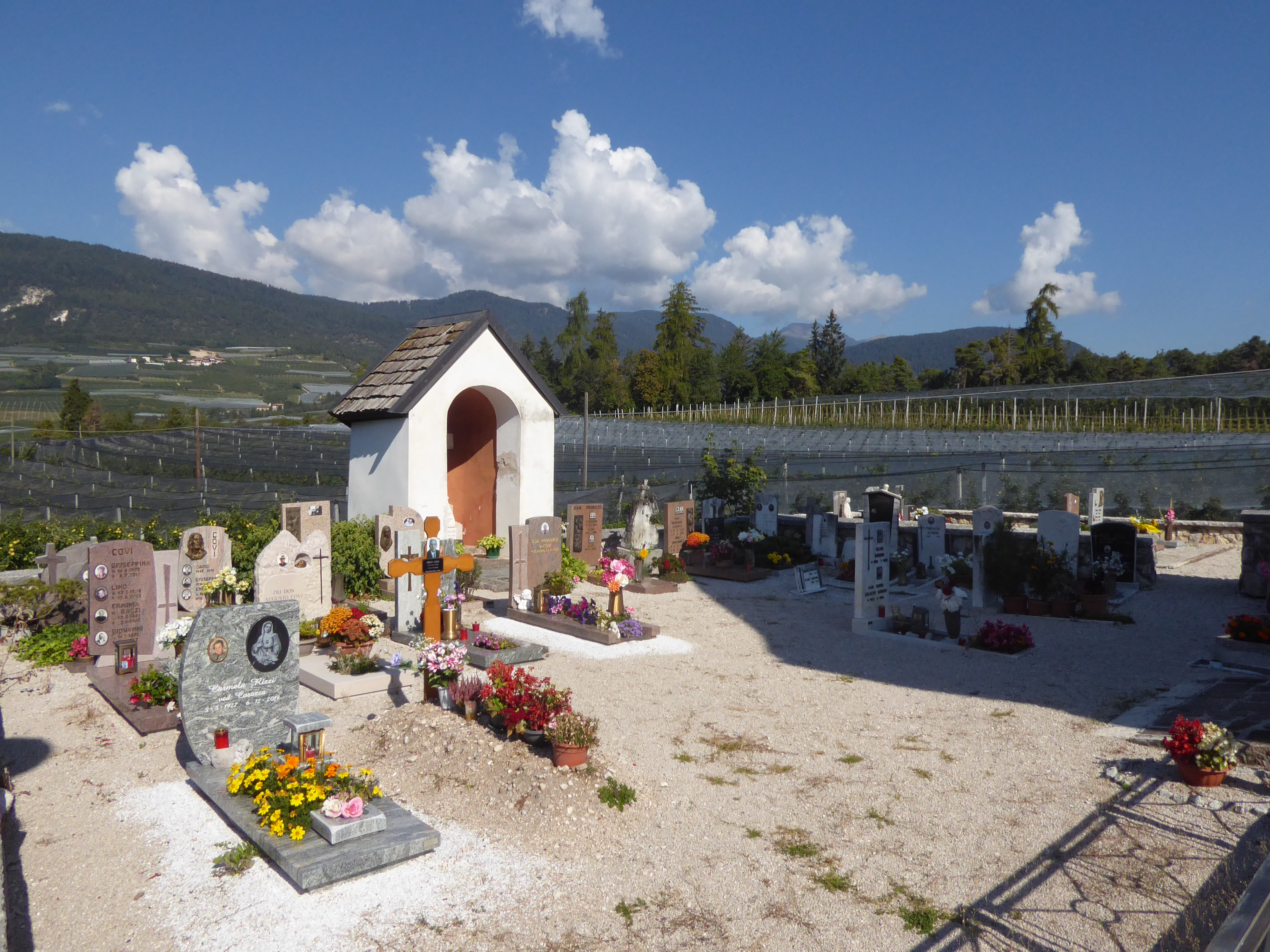
Friedhof
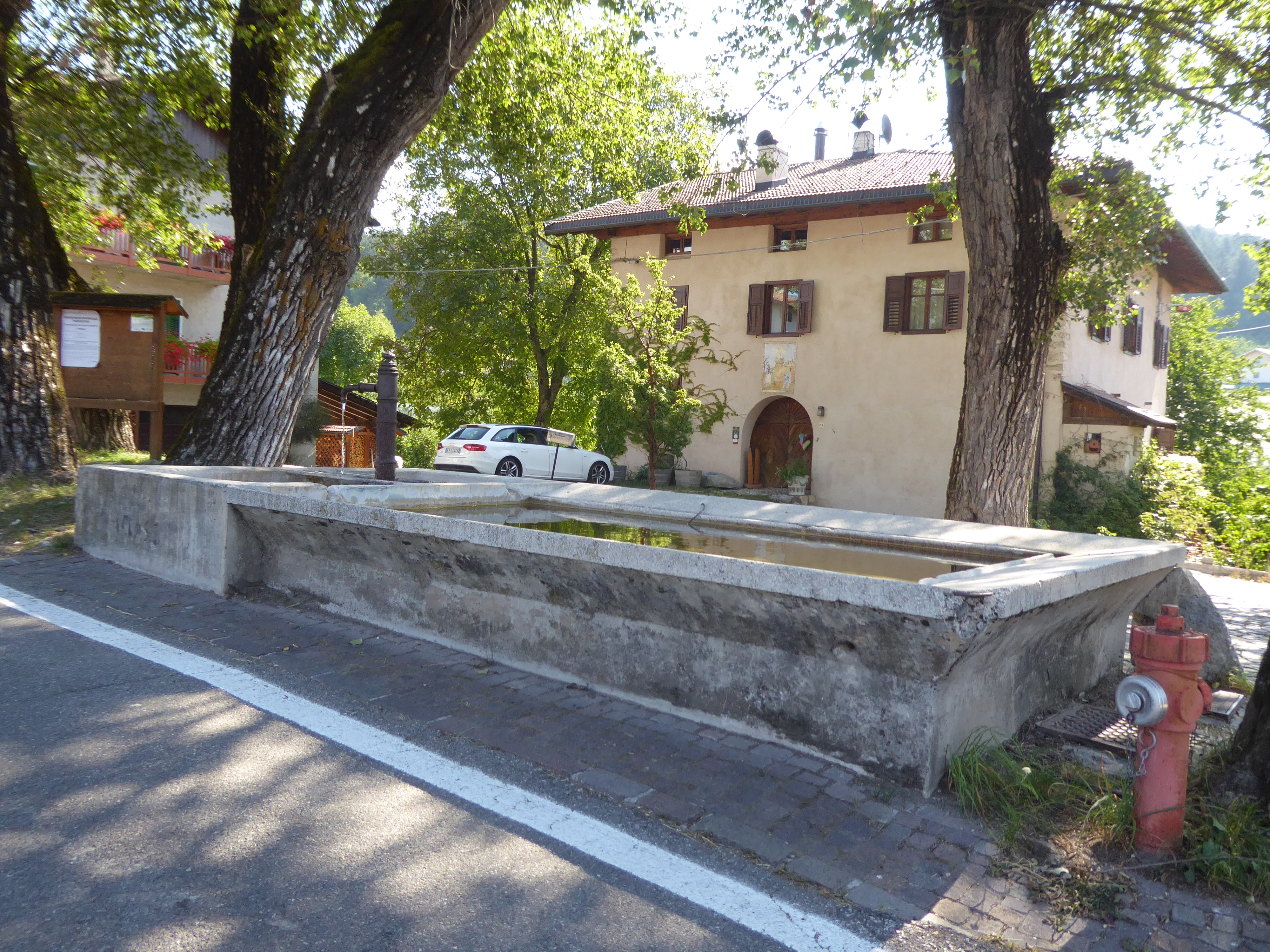
Ortszentrum
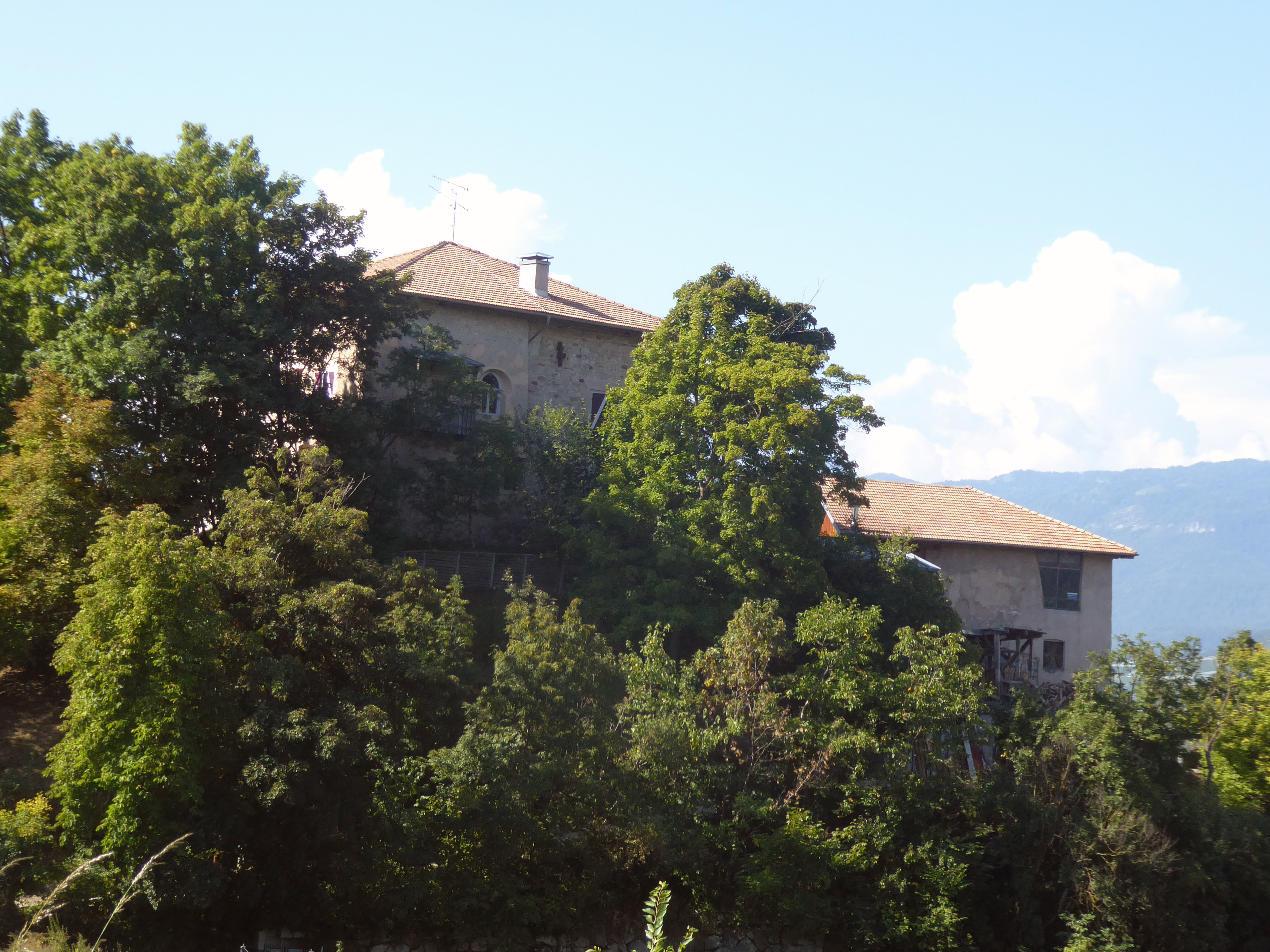
Castel Vasio